# Clásica San Sebastián 2023
Die Clásica San Sebastián 2023 war die 42. Austragung des spanischen Eintagsrennens. Das Rennen fand am 29. Juli statt und war Teil der UCI WorldTour 2023.
Den Sieg sicherte sich der Belgier Remco Evenepoel (Soudal Quick-Step), der sich im Sprint vor Pello Bilbao (Bahrain Victorious) durchsetzte und so seinen Titel aus dem Vorjahr verteidigte. Platz drei ging an Alexander Wlassow (Bora-hansgrohe), der einen Rückstand von 28 Sekunden aufwies.

## Teilnehmende Mannschaften und Fahrer
Neben den 18 UCI WorldTeams nahmen auch 7 UCI ProTeams an dem Rennen teil. Für jedes Team waren sieben Fahrer startberechtigt.
Mit dem Vorjahressieger Remco Evenepoel (Soudal Quick-Step), Neilson Powless (EF Education-EasyPost), Julian Alaphilippe (Soudal Quick-Step), Bauke Mollema und Tony Gallopin (beide Lidl-Trek) gingen fünf ehemalige Sieger bei dem Rennen an den Start.
Als Favoriten galten Remco Evenepoel, Julian Alaphilippe (beide Soudal Quick-Step), Juan Ayuso, Marc Hirschi (beide UAE Team Emirates), Ben Healy (EF Education-EasyPost), Carlos Rodríguez, Jhonatan Narváez (beide Ineos Grenadiers), Pello Bilbao, Mikel Landa, Santiago Buitrago (alle Bahrain Victorious), Felix Gall, Ben O’Connor (beide AG2R Citroën), Bauke Mollema (Lidl-Trek), Alexander Wlassow, Maximilian Schachmann (beide Bora-hansgrohe), Tiesj Benoot (Jumbo-Visma), Jakob Fuglsang (Israel-Premier Tech), Ion Izagirre, Guillaume Martin (beide  Cofidis), Romain Bardet, Andreas Leknessund (beide DSM-Firmenich) und Alexei Luzenko (Astana Qazaqstan). Hinzu kam der aufstrebenden Nachwuchsfahrer Romain Grégoire (Groupama-FDJ).
Weiters starteten mit Michael Matthews (Jayco AlUla), Biniam Girmay (Intermarché-Circus-Wanty) und Alex Aranburu (Movistar) mehrere endschnelle Fahrer.
| UCI WorldTeams | UCI WorldTeams        | UCI WorldTeams | UCI WorldTeams           | UCI WorldTeams | UCI WorldTeams     | UCI ProTeams | UCI ProTeams           |
| -------------- | --------------------- | -------------- | ------------------------ | -------------- | ------------------ | ------------ | ---------------------- |
| ACT            | AG2R Citroën Team     | GFC            | Groupama-FDJ             | ARK            | Team Arkéa-Samsic  | BBH          | Burgos-BH              |
| ADC            | Alpecin-Deceuninck    | IGD            | Ineos Grenadiers         | DSM            | Team DSM-Firmenich | CJR          | Caja Rural-Seguros RGA |
| AST            | Astana Qazaqstan Team | ICW            | Intermarché-Circus-Wanty | JAY            | Team Jayco AlUla   | EKP          | Equipo Kern Pharma     |
| TBV            | Bahrain Victorious    | TJV            | Jumbo-Visma              | UAD            | UAE Team Emirates  | EUS          | Euskaltel-Euskadi      |
| BOH            | Bora-Hansgrohe        | LTK            | Lidl-Trek                |                |                    | IPT          | Israel-Premier Tech    |
| COF            | Cofidis               | MOV            | Movistar Team            |                |                    | LDT          | Lotto Dstny            |
| EFE            | EF Education-EasyPost | SOQ            | Soudal Quick-Step        |                |                    | TEN          | TotalEnergies          |

## Streckenführung
Mit einer Länge von 230,3 Kilometern war die veränderte Strecke etwas länger als im Vorjahr. Das Rennen startete und endete in San Sebastián und führte über die Hügel des spanischen Baskenlandes, wobei sieben kategorisierten Anstiege und zwei Zwischensprintwertungen auf dem Programm standen. Nachdem das Rennen freigegeben worden war, führte die Strecke über Orio und Zarautz in Richtung Westen, ehe mit bei Meaga (140 m) die erste Bergwertung erreicht wurde. Im Anschluss drehte die Fahrtrichtung gen Süden und die Fahrer erreichten Azpeitia, bevor der Anstieg nach Iturburu (553 m) in Angriff genommen wurde. Nach Tolosa und einer Schleife über Alkiza (336 m) führte die Strecke zurück in Richtung San Sebastián, das etwa zur Hälfte der Renndistanz im Süden passiert wurde. Bereits rund 100 Kilometer vor dem Ziel wurde mit dem Jaizkibel (455 m) der bekannteste Anstieg des Rennens in Angriff genommen, ehe die anspruchsvolle Auffahrt des im Schnitt über 10 % steilen Erlaitz (443 m) erfolgte. Über Errenteria führte die Strecke zurück nach San Sebastián, wo bei der ersten Zieldurchfahrt der erste Zwischensprint ausgefahren wurde, bevor im Finale zwei weitere Bergwertungen überquert wurden.
Rund 40 Kilometer vor dem Ziel erfolgte die erste Auffahrt der engen und steilen Murgil Bidea, die im Finale zweimal befahren wurde. Nach der ersten Auffahrt bogen die Fahrer links ab, ehe die Straße weiter zur Bergwertung Mendizorrotz (345 m) führte. Die anschließende Abfahrt führte zum Ufer des Oria, dem die Fahrer stromaufwärts nach Usurbil folgten, wo der zweite Zwischensprint ausgefahren wurde. Nach der zweiten Auffahrt wurde 8,1 Kilometer vor dem Ziel mit der Bergwertung Murgil (254 m) der letzte Anstieg des Rennens überquert. Dieser war 2,1 Kilometer lang und wies eine durchschnittliche Steigung von über 10 % auf. Die Fahrer bogen nun rechts ab und nahmen eine fünf Kilometer lange Abfahrt in Angriff, ehe die letzten drei Kilometer flach zum Ziel führten. Im Finale wurde der Playa de La Concha passiert, bevor die Fahrer das Ziel auf dem Boulevard Zumardia erreichten.
|               | km    | Höhe (m) | Länge (km) | Ø Steigung | Kategorie |
| ------------- | ----- | -------- | ---------- | ---------- | --------- |
| Meaga         | 26,8  | 140      | 3,5        | 3,4 %      | 3         |
| Iturburu      | 59,5  | 553      | 6,6        | 5,3 %      | 2         |
| Alkiza        | 78,8  | 336      | 4,4        | 6,2 %      | 3         |
| Jaizkibel     | 137   | 455      | 7,9        | 5,6 %      | 2         |
| Erlaitz       | 157   | 443      | 3,8        | 10,6 %     | 1         |
| San Sebastian | 182   |          |            |            | S         |
| Mendizorrotz  | 193,3 | 345      | 4,1        | 7,3 %      | 2         |
| Usurbil       | 209,1 |          |            |            |           |
| Murgil        | 222,2 | 254      | 2,1        | 10,1 %     | 2         |

## Rennverlauf und Ergebnis
In einer hektischen Anfangsphase mit mehreren Angriffen kamen Remco Evenepoel (Soudal Quick-Step) und Biniam Girmay (Intermarché-Circus-Wanty) zu Sturz, wobei letzterer das Rennen aufgeben musste. Nach rund 50 Kilometern bildete sich eine fünf Fahrer umfassende Ausreißergruppe, in der Romain Bardet (DSM-Firmenich), Nathan Van Hooydonck (Jumbo-Visma), Julien Bernard (Lidl-Trek), Franck Bonnamour (AG2R Citroën) und Mikel Iturria (Euskaltel-Euskadi) vertreten waren. Die Gruppe fuhr einen Vorsprung von rund vier Minuten heraus. Im Anstieg des Jaizkibel fiel mit Franck Bonnamour der erste Fahrer der Spitzengruppe zurück, ehe er wenig später vom Hauptfeld gestellt wurde. Im oberen Teil des Jaizkibel lösten sich Quinten Hermans (Alpecin-Deceuninck), Iván García Cortina (Movistar) und Lawson Craddock (Jayco AlUla) vom Peloton und versuchten gemeinsam zu den Spitzenreitern aufzuschließen. Das Trio wurde jedoch im Anstieg des Erlaitz wieder gestellt. Unterdessen zerfiel auch die Spitzengruppe, in der mit Romain Bardet und Nathan Van Hooydonck nur noch zwei Fahrer verblieben.
Kurz vor der Kuppe des Erlaitz griff Remco Evenepoel an und setzte sich gemeinsam mit Alexander Wlassow (Bora-hansgrohe), Pello Bilbao (Bahrain Victorious) und Alberto Bettiol (EF Education-EasyPost) ab. Auf dem anschließenden Plateau schlossen sie zur Spitze des Rennens auf. Mit Ion Izagirre (Cofidis) und Iván García Cortina versuchten zwei weitere Fahrer den Sprung in die Spitzengruppe, was ihnen jedoch nicht gelang. Am Fuß des Mendizorrotz betrug der Vorsprung der Spitzengruppe rund eine Minute, ehe sie im Anstieg unter dem Tempodiktat von Remco Evenepoel zerfiel. Einzig Alexander Wlassow und Pello Bilbao konnten dem Weltmeister folgen, während Nathan Van Hooydonck, Romain Bardet und Albero Bettiol zurückfielen. Dahinter forcierte Felix Gall (AG2R Citroën) das Tempo und setzte sich zeitweise mit Mikel Landa (Bahrain Victorious) ab. Die beiden konnten jedoch nicht zu der Spitzengruppe aufschließen und wurden rund 30 Kilometer vor dem Ziel wieder vom Hauptfeld gestellt, in dem noch rund 30 Fahrer vertreten waren.
Im Schlussanstieg des Murgil konnte auch Alexander Wlassow dem Tempo von Remco Evenepoel nicht mehr folgen. Der Weltmeister überquerte die Kuppe gemeinsam mit Pello Bilbao, mit dem er sich nach der anschließenden Abfahrt die Führungsarbeit teilte. Im Sprint setzte sich Remco Evenepoel gegenüber dem Basken durch. Alexander Wlassow belegte den dritten Platz mit einem Rückstand von 28 Sekunden, ehe die ersten Fahrer des Hauptfeldes das Ziel erreichten.
| Platz | Fahrer            | Nation | Team                     | Zeit                   |
| ----- | ----------------- | ------ | ------------------------ | ---------------------- |
| 01.   | Remco Evenepoel   | BEL    | Soudal Quick-Step        | 5:30:59 h (41,74 km/h) |
| 02.   | Pello Bilbao      | ESP    | Bahrain Victorious       | "                      |
| 03.   | Alexander Wlassow | RUS    | Bora-hansgrohe           | + 0:28 min             |
| 04.   | Neilson Powless   | USA    | EF Education-EasyPost    | + 2:50 min             |
| 05.   | Ion Izagirre      | ESP    | Cofidis                  | + 2:57 min             |
| 06.   | Toms Skujiņš      | LAT    | Lidl-Trek                | + 3:02 min             |
| 07.   | Alex Aranburu     | ESP    | Movistar                 | "                      |
| 08.   | Rui Costa         | POR    | Intermarché-Circus-Wanty | "                      |
| 09.   | Andrea Bagioli    | ITA    | Soudal Quick-Step        | "                      |
| 010.  | Tiesj Benoot      | BEL    | Jumbo-Visma              | "                      |

| Fahrer            | Nation      | Team           | Punkte      |
| Bergwertung       | Bergwertung | Bergwertung    | Bergwertung |
| ----------------- | ----------- | -------------- | ----------- |
| Romain Bardet     | FRA         | DSM-Firmenich  | 15          |
| Sprintwertung     |             |                |             |
| Alexander Wlassow | RUS         | Bora-hansgrohe | 20          |